# Young King Ours
Young King Ours (ヤングキングアワーズ, Yangu Kingu Awāzu) est un magazine de prépublication de mangas mensuel de type seinen, édité par Shōnen Gahōsha au Japon. C'est une « publication affiliée » de Young King.

## Publications liées
- Young King
- Young Comic